# هلالي الفخذ الفضي
هلالي الفخذ الفضي أو منيميروس فضي (الاسم العلمي: Menemerus silver) هو نوع من العناكب الرتيلاوات الشكل من فصيلة العناكب القافزة.

## مناطق التواجد
هذا النوع متوطن في تونس.

## الوصف
يبلغ طول ظهر الأنثى بين 2.4 مم و2.8 مم بينما بطنها يبلغ طولها بين 3 مم و3.3 مم.

## المنشور الأصلي
- فيسوفوسكا, 1999 : A revision of the spider genus Menemerus in Africa (Araneae: Salticidae). مجلة Genus, المجلد10, العدد 2, الصفحات251-353 (النص الأصلي).

## روابط خارجية
- (بالإنجليزية) مصدر أنيمال ديفرستي ويب: Menemerus silver.
- (بالإنجليزية) مصدر بيوليب: Menemerus silver Wesolowska, 1999.
- (بالإنجليزية) مصدر دليل الحياة: Menemerus silver Wesolowska, 1999.
- (بالفرنسية) مصدر نظام المعلومات التصنيفية المتكامل: Menemerus silver Wesolowska, 1999.
- (بالإنجليزية) مصدر العالمي المفهرس البيولوجي والمنظم: Menemerus silver Wesolowska, 1999.
- (بالإنجليزية) مصدر دليل العنكوب العالمي: Menemerus silver Wesolowska, 1999 dans la famille Salticidae.